# Liancalus querulus
Liancalus querulus är en tvåvingeart som beskrevs av Osten Sacken 1877. Liancalus querulus ingår i släktet Liancalus och familjen styltflugor. Inga underarter finns listade i Catalogue of Life.